# 科洛馬特設鎮區 (密歇根州)
科洛馬特設鎮區（英語：Coloma Charter Township）是位於美國密歇根州貝林縣的一個特設鎮區。

## 地方資料
科洛馬特設鎮區的面積為49.40平方千米，當中陸地面積為46.50平方千米，而水域面積為2.90平方千米。根據2020年美國人口普查的數據，當地共有人口5051人，而人口密度為每平方千米102.25人。